# Mahu Kalan
Mahu Kalan là một thị trấn thống kê (census town) của quận Sawai Madhopur thuộc bang Rajasthan, Ấn Độ.

## Nhân khẩu
Theo điều tra dân số năm 2001 của Ấn Độ, Mahu Kalan có dân số 8542 người. Phái nam chiếm 52% tổng số dân và phái nữ chiếm 48%. Mahu Kalan có tỷ lệ 60% biết đọc biết viết, cao hơn tỷ lệ trung bình toàn quốc là 59,5%: tỷ lệ cho phái nam là 74%, và tỷ lệ cho phái nữ là 45%. Tại Mahu Kalan, 17% dân số nhỏ hơn 6 tuổi.